# エリック・ペヴェナージ
エリック・ペヴェナージ (Erik Pevernagie、1939年 - ) はベルギーの画家で、パリ、ニューヨーク、ベルリン、デュッセンドルフ、アムステルダム、ロンドン、ブリュッセル、アントワープなどで作品を展示したことがある。

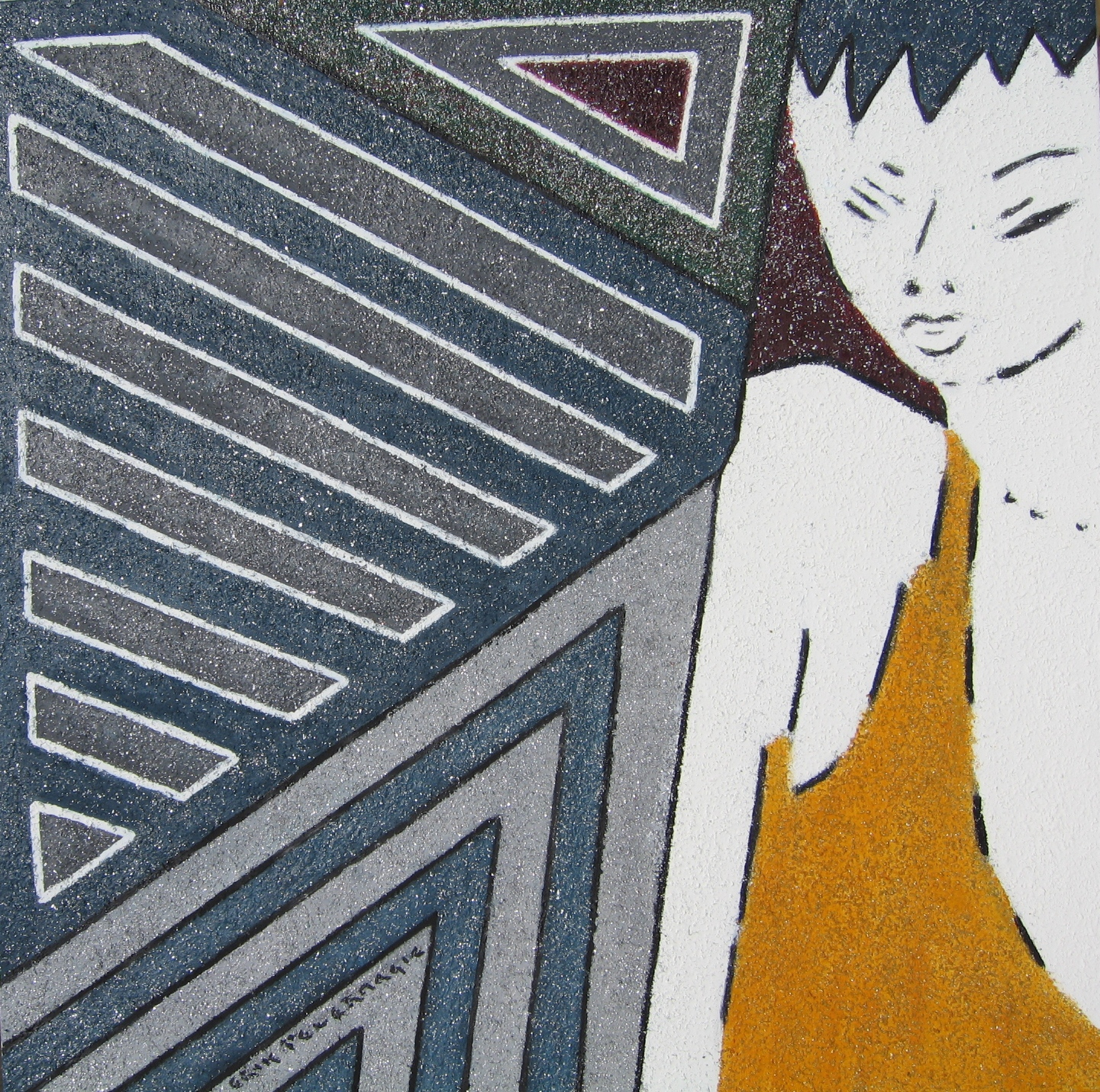
"沈黙のギャップ" Erik Pevernagie(100 x 100 センチ), 石油と金属のキャンバスに

## 経歴
エリック・ペヴェナージ は、ラテン文化とゲルマン文化が溶け合うユニークなブリュッセルの環境で、表現主義画家の父ルイ・ペヴェナージ（1904– 1970年）の息子・弟子として育った。マネケン・ピス かの有名な「小便小僧」のブロンズ像） のすぐそばにあるブリュッセル・アテネウムに数年間通ううちに、ペヴェナージ はミシェル・ド・ゲルドロードの描き出す鮮やかで超現実的な世界へと引き込まれて行った。後にアングロサクソン民族、ゲルマン民族の文化遺産について勉強したペヴェナージ は、1961年、ブリュッセル自由大学 でゲルマン語学修士号を取得し、その後 世界中を旅し、英国のケンブリッジ大学 で大学院課程を修め、オランダのエラスムス大学 に教授として就任した。以前からコミュニケーションと国際関係に深い興味を持っていたペヴェナージは、1973年に社会的・文化的活動の場としてリクリエイティブ・インターナショナル・センター  を創設し、活動推進のためにブリュッセル港よりボートを2隻購入した。これらのボートはリックス・リバー・ボート、リックス・アート・ボート と呼ばれ親しまれるようになった。こうしてペヴェナージの活動は、クロード・ルルーシュ、アトム・エゴヤン、ロイ・リキテンスタイン、ヒューゴ・クラウスなど、興味深い人物達との出会いのきっかけを次々と作っていった。後にペヴェナージ はイタリアのアカデミア・インテルナツィオナーレ・デル・ヴェルバーノ・ディ・レッテーレ、アルティ、シエンツェ の会員・アカデミー会員になった。

## 作品

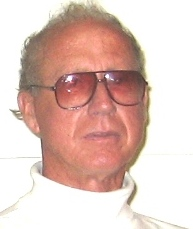
エリック・ペヴェナージ

エリック・ペヴェナージ の作品の特徴は造形的かつ文芸的であること。ことば、タイトル、文章、スケッチなども含めて、ペヴェナージ の作品には目に訴える展開と明瞭さがある。一方、異なるさまざまな流れを汲みつつ最頂点に達したペヴェナージ の作品には、実際、分類しがたいクオリティがあり、そこには秘められたメッセージがあるようで、またないようでもあり、その神秘性は平凡な日常生活の「隅々」から極たわいないもの、そして日常生活を通して見る世界を土台としながら、作品の主題となって繰り返し表現されている。ペヴェナージ の作品では、誰もが持っているような身近な思い出がしばしば描かれており、各作品のテーマを風変わりな設定に盛り込むアプローチはペヴェナージ独特のものである。ペヴェナージ の作品は比喩性と抽象性を共に妥協させることで、喜怒哀楽や思想を巧みに表現している。